# Bãi Bình Sơn

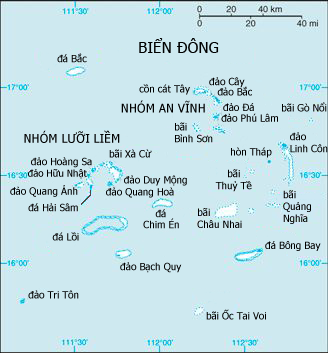
Quần đảo Hoàng Sa

Bãi Bình Sơn (tiếng Anh: Iltis Bank; tiếng Trung: 银砾滩; bính âm: Yínlì tān, Hán-Việt: Ngân Lịch than) là một bãi ngầm thuộc nhóm đảo An Vĩnh của quần đảo Hoàng Sa. Bãi này nằm cách đảo Phú Lâm 7 hải lý (13 km) về phía tây nam.
Bãi Bình Sơn là đối tượng tranh chấp giữa Việt Nam, Đài Loan và Trung Quốc. Vì là bãi ngầm hoàn toàn chìm sâu 10,6-14,8 m dưới nước biển, nên không một quốc gia nào thực sự kiểm soát bãi Bình Sơn, Trung Quốc kiểm soát vùng biển trên bãi ngầm này bằng các lệnh cấm biển hàng năm, nhưng ngư dân Việt Nam vẫn tham gia đánh bắt hải sản trên bãi ngầm và vùng biển xung quang quần đảo Hoàng Sa, và tàu hải quân Hoa Kỳ những năm gần đây vẫn thường xuyên thực hiện các hoạt động tuần tra tự do hàng hải (FONOP) tại vùng biển quanh quần đảo Hoàng Sa trong đó có vùng biển bãi Bình Sơn.

## Tên gọi
Vào thời Chúa Nguyễn và Nhà Nguyễn, cái tên Bình Sơn từng là tên gọi của huyện Bình Sơn phủ Quảng Nghĩa (Quảng Ngãi) trấn Quảng Nam, thời Nhà Nguyễn phủ Quảng Ngãi tách ra từ Quảng Nam thành tỉnh Quảng Ngãi. Tên gọi nhóm đảo An Vĩnh được Việt Nam đặt theo tên gọi của một xã cổ thuộc phủ Quảng Nghĩa (Quảng Ngãi) sau này là thuộc tỉnh Quảng Ngãi. Phủ biên tạp lục của Lê Quý Đôn có viết:
"Xã Phú Xuân thuộc huyện Bình Sơn và xã Phước Khương thuộc huyện Chương Nghĩa phủ Quảng Nghĩa đều ở gần sông,... Xã Yên Vĩnh (An Vĩnh) thuộc huyện Bình Sơn phủ Quảng Nghĩa ở gần bãi biển,...". 

## Đặc điểm:
Bãi ngầm dài 3 hải lý (5,6 km), rộng 1,5 hải lý (2,8 km) và sâu từ 10,6-14,8 m.

## Hình ảnh
| bãi Bình Sơn đảo Phú Lâm Ảnh vệ tinh chụp khu trung tâm nhóm An Vĩnh, trong đó có bãi Bình Sơn (nguồn: NASA). Dãy đảo và cồn cát ở phía bắc theo thứ tự từ trái sang phải, từ trên xuống dưới là cồn cát Tây, đảo Cây, đảo Bắc, đảo Trung, đảo Nam, cồn cát Bắc, cồn cát Trung và cồn cát Nam. |